# Rudolf Markušić
Rudolf Markušić (Zagreb, 4. veljače 1911. – Lepoglava, 11. lipnja 1946.), hrvatski atletičar. Natjecao se za Kraljevinu Jugoslaviju.
Natjecao se na Olimpijskim igrama 1936. u bacanju koplja. Nastupio je u prednatjecanju.
Bio je član varaždinske Slavije te zagrebačkih HAŠK-a i Concordije.